# Over40早碁トーナメント戦
Over40早碁トーナメント戦（Over40はやごトーナメントせん）は、囲碁の40歳以上の日本棋院所属棋士による棋戦。2014年に創設。2016年に第3回をもって終了。
- 主催 日本棋院
- 優勝賞金 50万円

## 方式
- 64名の予選を勝抜いた4名によるトーナメント戦。
- コミは6目半。
- 持時間は、予選は1手10秒、1分の考慮時間3回。本戦は1手30秒、1分の考慮時間10回。

## 成績
優勝者（左）と決勝戦（本戦1回戦）
1. 2014年 趙善津 - 青木紳一（超善津 - 加藤充志、青木紳一 - 三村智保）
2. 2015年 王立誠 - 王銘琬（王立誠 - 中小野田智巳、王銘琬 - 大矢浩一）
3. 2016年 高尾紳路 - 加藤充志（高尾紳路 - 後藤俊午、加藤充志 - 三村智保）